# 진단명 기준 환자군
진단명 기준 환자군(DRG)은 병원 사례를 분류하는 시스템이다. 이 시스템은 그 시점까지 사용되었던 "비용 기반" 상환을 대체하기 위해 이를 상환에 사용하도록 의회를 설득하기 위해 개발되었다. DRG는 ICD (International Classification of Diseases) 진단, 절차, 연령, 성별, 퇴원 상태, 합병증 또는 동반질환의 존재 여부에 따라 "그룹화" 프로그램에 의해 지정된다. DRG는 1982년부터 미국에서 메디케어가 병원에 지불하는 금액을 결정하는 데 사용되었다. 각 범주 내의 환자는 임상적으로 유사하고 동일한 수준의 병원 자원을 사용할 것으로 예상되기 때문이다.

## 같이 보기
- 국제질병분류